# ファクトゥールシュヴァル
ファクトゥールシュヴァル（Facteur Cheval）は、アイルランド生産・フランス調教の競走馬。主な勝ち鞍は2024年のドバイターフ、2022年のパース賞。

## 戦績

### 2022年(3歳時)
4月5日にサンクル―競馬場で行われた新馬戦にてデビュー勝ちを収める。リステッド競走を4連勝で制した後に挑んだG3ダフニス賞では2着、G2ダニエルウィルデンシュタイン賞は4着に敗れた。しかし、次走のG3パース賞では残り150m地点でリードを奪い、トリバリストを抑えて勝利。重賞初制覇を飾って3歳シーズンを終えた。

### 2023年(4歳時)
4月1日のG3エドモンブラン賞で始動し3着、続くG2ミュゲ賞でも2着と連敗を喫した。G1初挑戦となったイスパーン賞ではアンマートの3着。イギリスに遠征して挑んだ次走のサセックスステークスではパディントンの2着に惜敗した。帰国後のムーランドロンシャン賞も3着、再びイギリスに遠征して挑んだクイーンエリザベス2世ステークスでも2着と、勝ちきれないレースが続いた。英仏のマイル路線で何度も好走したものの、勝利を挙げることができずに4歳シーズンを終えた。

### 2024年(5歳時)
3月30日に行われたドバイターフで始動した。出走メンバーには同レース4連覇がかかったロードノースに、日本からはナミュールやドウデュースらが顔を揃え、本馬は10番人気に甘んじた。しかしレースでは、最後の直線で外から強襲してきたナミュールと熾烈な叩き合いの末、ハナ差で抑えて優勝。惜敗続きにピリオドを打ち、G1初制覇を飾った。その後はイギリスに転戦し、クイーンアンステークスに出走するもチャーリンの6着に大敗、次走のサセックスステークスでもノータブルスピーチの3着に敗れた。続くクイーンエリザベス2世ステークスでは、最後の直線でチャーリンとの叩き合いにもつれ込むも捕らえきることができず、前年と同じく2着に惜敗した。

### 2025年(5歳時)
1月24日にドバイで行われたアルマクトゥームチャレンジで始動。本馬のオーナーであるチームヴァラーインターナショナルのF.ヘイマン氏は「私たちの計画は彼をドバイに送ること。（調教の）ダートでの走りから適性が高いと考えていた。1月（24日）のダートG1アルマクトゥームチャレンジを検討することになりそうだ」とコメントしていた。ダート初挑戦となったレースではウォークオブスターズから約7馬身差の3着に敗れるも、手ごたえを掴んだ陣営は次走をサウジカップに定めることを表明した。

## 血統表
| ファクトゥールシュヴァルの血統 | ファクトゥールシュヴァルの血統                  | ファクトゥールシュヴァルの血統                  | （血統表の出典）                                | （血統表の出典） |
| 父系                           | ミスタープロスペクター系                        | ミスタープロスペクター系                        | ミスタープロスペクター系                        | [ § 2 ]          |
| 父 Ribchester 2013 鹿毛        | 父の父Iffraaj 2001 鹿毛                         | Zafonic 1990                                    | Gone West                                       | Gone West        |
| 父 Ribchester 2013 鹿毛        | 父の父Iffraaj 2001 鹿毛                         | Zafonic 1990                                    | Zaizafon                                        |                  |
| 父 Ribchester 2013 鹿毛        | 父の父Iffraaj 2001 鹿毛                         | Pastorale 1988                                  | Nureyev                                         | Nureyev          |
| 父 Ribchester 2013 鹿毛        | 父の父Iffraaj 2001 鹿毛                         | Pastorale 1988                                  | Park Appeal                                     |                  |
| 父 Ribchester 2013 鹿毛        | 父の母Mujarah 2008 鹿毛                         | Marju 1988                                      | Last Tycoon                                     | Last Tycoon      |
| 父 Ribchester 2013 鹿毛        | 父の母Mujarah 2008 鹿毛                         | Marju 1988                                      | Flame of Tara                                   |                  |
| 父 Ribchester 2013 鹿毛        | 父の母Mujarah 2008 鹿毛                         | Tanaghum 2000                                   | Darshaan                                        | Darshaan         |
| 父 Ribchester 2013 鹿毛        | 父の母Mujarah 2008 鹿毛                         | Tanaghum 2000                                   | Mehthaaf                                        |                  |
| 母 Jawlaat 2013 鹿毛           | 母の父Shamardal 2002 鹿毛                       | Giants Causeway 1997                            | Storm Cat                                       | Storm Cat        |
| 母 Jawlaat 2013 鹿毛           | 母の父Shamardal 2002 鹿毛                       | Giants Causeway 1997                            | Mariah's Storm                                  |                  |
| 母 Jawlaat 2013 鹿毛           | 母の父Shamardal 2002 鹿毛                       | Helsinki 1993                                   | Machiavellian                                   | Machiavellian    |
| 母 Jawlaat 2013 鹿毛           | 母の父Shamardal 2002 鹿毛                       | Helsinki 1993                                   | Helen Street                                    |                  |
| 母 Jawlaat 2013 鹿毛           | 母の母Riqa 2008 黒鹿毛                          | Dubawi 2002                                     | Dubai Milenium                                  | Dubai Milenium   |
| 母 Jawlaat 2013 鹿毛           | 母の母Riqa 2008 黒鹿毛                          | Dubawi 2002                                     | Zomaradah                                       |                  |
| 母 Jawlaat 2013 鹿毛           | 母の母Riqa 2008 黒鹿毛                          | Thamarat 2003                                   | Anabaa                                          | Anabaa           |
| 母 Jawlaat 2013 鹿毛           | 母の母Riqa 2008 黒鹿毛                          | Thamarat 2003                                   | Al Ishq                                         |                  |
| 母系(F-No.)                    | 9号族(FN:9)                                     | 9号族(FN:9)                                     | 9号族(FN:9)                                     | [ § 3 ]          |
| 5代内の近親交配                | Nureyev 4×5×5＝12.50% Mr. Prospector 5×5＝6.25% | Nureyev 4×5×5＝12.50% Mr. Prospector 5×5＝6.25% | Nureyev 4×5×5＝12.50% Mr. Prospector 5×5＝6.25% | [ § 4 ]          |
| 出典                           | 1. 2. 3. 4.                                     | 1. 2. 3. 4.                                     | 1. 2. 3. 4.                                     | 1. 2. 3. 4.      |

- 3代母Thamaratの半弟にTamayuz。そのほかの近親はアーバンシー#主要なファミリーラインを参照。